# لوريل ثاتشر أولريش
لوريل ثاتشر أولريش (بالإنجليزية: Laurel Thatcher Ulrich)‏ هي مؤرخة العصر الحديث ‏ وكاتِبة وأستاذة جامعية ومؤرخة أمريكية، ولدت في 11 يوليو 1938 في أيداهو في الولايات المتحدة.

## وصلات خارجية
- لوريل ثاتشر أولريش على موقع IMDb (الإنجليزية)